# Załszyn
Załszyn – wieś w Polsce położona w województwie mazowieckim, w powiecie sierpeckim, w gminie Mochowo.
Wsie Mochowo Nowe, Dobrzenice Duże i Załszyn tworzą sołectwo o nazwie Mochowo-Dobrzenice.
W latach 1975–1998 miejscowość administracyjnie należała do województwa płockiego.